# Kadov (Moravia meridionale)
Kadov (in tedesco Kodau) è un comune della Repubblica Ceca facente parte del distretto di Znojmo, in Moravia Meridionale.